# Hunter Bryce
Hunter Bryce, nascida como Kathryn Sue Johnston (Fayette City, Pensilvânia, Estados Unidos, 9 de outubro de 1980 — Los Angeles, California, 12 de abril de 2011), foi uma atriz de filmes pornográficos e modelo erótica.

## Vida
Hunter formou-se na Frazier High School no ano de 1998. No ano de 2003 formou-se na Universidade de Pittsburgh com bacharelado e licenciatura em Literatura Inglesa e História. Antes de estrear no entretenimento adulto em 2008, ela trabalhou com publicidade e como funcionária pública.

## Morte
Em 12 de abril de 2011 por volta das 03h00 da madrugada, Ela foi encontrada morta em sua casa. A causa mortis continua desconhecida.

## Prêmios
Foi indicada à melhor performance MILF do ano pela AVN no ano de 2010. No mesmo ano, foi indicada à melhor cena de sexo oral pela XRCO.